# Nejc Kajtazović
Nejc Kajtazović (Kranj, 11 januari 1982) is een Sloveens voetbalscheidsrechter. Hij was in dienst van FIFA en UEFA tussen 2017 en 2022. Ook leidt hij sinds 2012 wedstrijden in de PrvaLiga.
Op 29 juli 2012 leidde Kajtazović zijn eerste wedstrijd in de Sloveense nationale competitie. Tijdens het duel tussen NK Aluminij en NK Domžale (0–1) toonde de leidsman driemaal zijn gele kaart. In Europees verband debuteerde hij op 19 juli 2018 tijdens een wedstrijd tussen Slovan Bratislava en Milsami Orhei in de eerste voorronde van de UEFA Europa League; het eindigde in 5–0 en Kajtazović gaf aan drie spelers een gele kaart. Zijn eerste interland floot hij op 10 oktober 2019, toen Servië met 1–0 won van Paraguay door een doelpunt van Aleksandar Mitrović. Tijdens deze wedstrijd deelde Kajtazović zeven gele kaarten uit, waarvan twee aan de Paraguayaan Miguel Almirón.
In april 2024 werd hij gekozen als een van de videoscheidsrechters die actief zouden zijn op het EK 2024 in Duitsland.

## Interlands
| Datum           | Plaats                        | Wedstrijd                          | Uitslag | Competitie             | Kreeg geel | Kreeg voor de tweede keer geel en dus rood | Weggestuurd |
| --------------- | ----------------------------- | ---------------------------------- | ------- | ---------------------- | ---------- | ------------------------------------------ | ----------- |
| 10 oktober 2019 | Kruševac, Servië              | Servië – Paraguay                  | 1 – 0   | Vriendschappelijk      | 6          | 1                                          | 0           |
| 27 maart 2021   | Zenica, Bosnië en Herzegovina | Bosnië en Herzegovina – Costa Rica | 0 – 0   | Vriendschappelijk      | 5          | 0                                          | 0           |
| 3 juni 2021     | Sankt Gallen, Zwitserland     | Zwitserland – Liechtenstein        | 7 – 0   | Vriendschappelijk      | 0          | 0                                          | 0           |
| 10 juni 2022    | Andorra la Vella, Andorra     | Andorra – Liechtenstein            | 2 – 1   | Nations League 2022/23 | 6          | 0                                          | 0           |